# Flyways Linhas Aéreas
Flyways Linhas Aéreas fue una aerolínea regional brasileña con sede en el Aeropuerto Internacional de Galeão, en el Río de Janeiro. Fue fundada en 2014.

## Historia
La aerolínea creada por el empresario Pedro Pablo Valverde el 11 de julio de 2014 a quién concedieron la licencia de explotación legal por la Agencia Nacional de Aviación Civil (ANAC) por un período de 12 meses y está autorizada para el transporte público regular de pasajeros, carga y correo y en la actualidad cuenta con unos 70 empleados. Además, planeaba operar un total de 10 aviones a finales de 2016 y 30 en 2019, lanzando nuevos destinos como Brasilia, Cabo Frío, Porto Seguro y Vitoria. Según Eliane Galarce, el director comercial de la empresa, la intención era tener como HUBS el Aeropuerto Internacional de Galeão, en Río de Janeiro, y de Pampulha, en Belo Horizonte.
El 16 de septiembre de 2015, la aerolínea llevó a cabo una conferencia de prensa en la que presentó sus planes y sus uniformes, diseñados por el estilista mineiro Victor Dzenk. También llevaron a cabo durante todo el mes de septiembre, octubre y noviembre, vuelos de prueba para el entrenamiento de los tripulantes y homologación de las operaciones. Ese mismo día, la ANAC firmó en Brasilia el término de subvención que autorizaba a Flyways a operar regularmente en Brasil, después de asegurarse de que la misma cumplía con todos los requisitos para poder ofrecer el servicio aéreo.
Flyways inició sus operaciones el 28 de diciembre de 2014, cuando despegó alrededor de las 6h30 el vuelo FYW 9700 entre Río de Janeiro y Belo Horizonte, operado por el ATR 72-500 de matrícula PR-TKN.
El 3 de enero de 2015 la aerolínea recibieron su segundo avión, el ATR 72 de matrícula PR-STY. Durante el primer año, este avión se dedicó a ofrecer destinos nacionales donde las principales aerolíneas del país no ofrecían tantas opciones. 
El 15 de julio de 2016 la aerolínea tuvo que suspender operaciones al tener que pasar por mantenimiento las únicas dos aeronaves que tenían activas. 

## Destinos
A fecha de enero de 2016, los destinos de Flyways Linhas Aéreas eran los siguientes:
| Ciudad         | Código de Aeropuerto | Código de Aeropuerto | Nombre del aeropuerto              | Notas                |
| Ciudad         | IATA                 | ICAO                 | Nombre del aeropuerto              | Notas                |
| -------------- | -------------------- | -------------------- | ---------------------------------- | -------------------- |
| Araxá          | AAX                  | SBAX                 | Aeropuerto de Araxá                | Inicia el 7 de enero |
| Belo Horizonte | PLU                  | SBBH                 | Aeropuerto Regional de Pampulha    |                      |
| Ipatinga       | IPN                  | SBIP                 | Aeropuerto de Usiminas             |                      |
| Patos de Minas | POJ                  | SNPD                 | Aeropuerto de Pato de Minas        | Inicia el 7 de enero |
| Río de Janeiro | GIG                  | SBGL                 | Aeropuerto Internacional de Galeão |                      |
| Uberaba        | UBA                  | SBUR                 | Aeropuerto de Uberaba              |                      |

## Flota
A fecha de enero de 2016, la flota de Flyways Linhas Aéreas eran los siguientes: